# Victometopa rorida
Victometopa rorida is een vlokreeftensoort uit de familie van de Stenothoidae. De wetenschappelijke naam van de soort is voor het eerst geldig gepubliceerd in 2011 door Krapp-Schickel.